# Yolanda Oreamuno
Yolanda Oreamuno Unger (8 tháng 4 năm 1916 - 8 tháng 7 năm 1956) là một nhà văn Costa Rica. Cuốn tiểu thuyết nổi tiếng nhất của cô là La Ruta de su Evasión (1948). 40 năm cuộc đời của cô được chia thành hai giai đoạn rõ ràng: 20 năm đầu tiên, đầy thanh niên, vẻ đẹp và hạnh phúc, tương phản mạnh mẽ với những năm bi kịch, cô đơn và bệnh tật sau.

## Đầu đời
Yolanda Oreamuno là con duy nhất của Carlos Oreamuno Pacheco và Margarita Unger Salazar. Cha cô qua đời trước sinh nhật đầu tiên của cô, vì vậy cô chủ yếu được nuôi dưỡng bởi bà ngoại của cô, Eudoxia Salazar Salazar, người chồng Unger đã qua đời sau đó. Cô có được nền giáo dục trung học tại Colegio Superior de Señoritas. Sau đó, cô học kế toán và làm việc tại trụ sở Bưu điện Costa Rica.
Ở tuổi 20, cô xuất bản hai câu chuyện đầu tiên của mình, "La lagartija de la panza blanca" và "Para Revenar, không có đoạn Max Jiménez".

## Cuộc sống
Cô đang làm việc tại đại sứ quán Chile khi gặp nhà ngoại giao Jorge Molina Wood. Họ đã kết hôn và chuyển đến đất nước đó. Cô kể lại cuộc đời trong thời gian đó trong những câu chuyện của cô La mareas vuelven de noche và Don Junvencio (vẫn chưa được công bố cho đến năm 1971). Thời gian của cô ở Chile là sung mãn; những câu chuyện của cô xuất hiện ở Repertorio Americano, bao gồm 40º sobre cero, 18 de setiembre, Misa de ocho, Vela urbana, El espíritu de mi tierra,  Insomnio và El negro, sentido de la alegría. Tuy nhiên, cuộc hôn nhân của họ đã tan vỡ vào năm 1936; chồng cô, bị suy yếu bởi một căn bệnh nan y, tự sát. Cô trở lại Costa Rica vào cuối năm 1936.
Năm 1937, cô kết hôn với một luật sư, Óscar Barahona Streber, người đã tham gia vào phong trào cộng sản Costa Rica. Cả hai đều tham gia vào các hoạt động đối lập. Con trai của họ, Sergio Barahona Oreamuno, sinh ngày 8 tháng 12 năm 1942. Cuộc hôn nhân của họ không kéo dài; sau khi ly hôn, người chồng cũ của cô di cư đến Guatemala.
Cô đã viết tiểu thuyết đầu tiên của mình, Por tierra firme, vào năm 1938. Năm 1940, cô gửi nó cho một cuộc thi viết, giành được giải ba giải nhất. Tuy nhiên, cô từ chối chia sẻ danh dự với những người khác, và quyết định không gửi bản thảo để xuất bản; cuối cùng bản thảo đã bị mất.

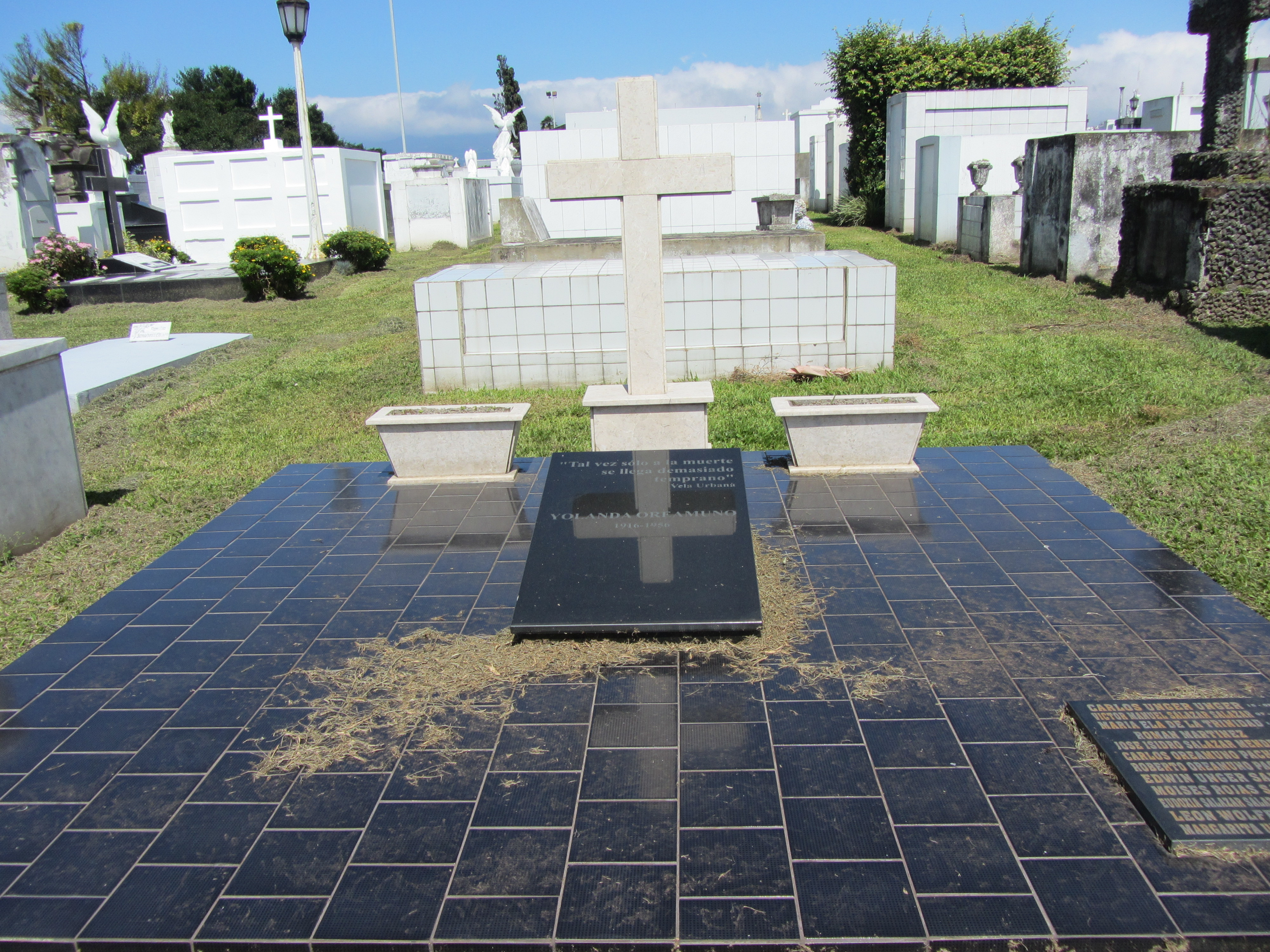
Ngôi mộ của Oreamuno. Chữ viết "Tal vez solo a la muerte se llega demasiado temprano" (có lẽ chỉ trong cái chết là cô còn quá sớm)

Oreamuno chuyển đến Mexico, sau đó quyết định trở thành công dân Guatemala. Tuy nhiên, vào năm 1949, cô bị bệnh nặng, và cô sống ở bệnh viện Washington, D.C. bốn tháng. Cô rời bệnh viện để đi du lịch đến Mexico City, để ở trong nhà của nhà thơ Costa Rica, Eunice Odio. Cô qua đời năm 1956. Cô được chôn cất trong một lăng mộ ở San Joaquín, D.F. Năm 1963, những di tích của bà được chuyển đến San José Vào ngày kỷ niệm 55 năm ngày mất của cô (ngày 8 tháng 7 năm 2011), một tấm bảng kỷ niệm đã được lắp đặt trên ngôi mộ của cô.

## Tác phẩm văn học

### Tiểu thuyết
- Por tierra firme (văn bản bị mất)
- La ruta de su evasión, first-place winner of the concurso Centroamericano de Novela, được tổ chức bởi Guatemalan Ministerio de Educación Pública (1948)[4]

### Khác
- A lo largo del corto camino, tập hợp các bài tiểu luận, phê bình và câu chuyện, với bốn chương của La ruta de su evasión. Editorial Costa Rica, colección Biblioteca de Autores Costarricenses (1961)[5]

## Các câu chuyện hoặc bài báo được xuất bản
- Vela urbana, Repertorio Americano, San José (Tháng 3 năm 1937)
- Misa de ocho, Repertorio Americano, San José (1937)
- 40º sobre cero (in Panamá), Repertorio Americano (1937)
- La lagartija de la panza blanca (Un cuento para hombres-niños de imaginación grande), dành riêng cho họa sĩ Teodorico Quirós
- El espíritu de mi tierra, San José (Tháng 8 năm 1937)
- Apología del limón dulce y el paisaje, Repertorio Americano, Bogotá, Colombia (Tháng 3 năm 1944)
- México es mío, en Repertorio Americano, México (Tháng 12 năm 1944)
- El negro, sentido de la alegría
- Dos tormentas y una aurora (1944)
- Casta sombría (1944)
- Pasajeros al norte, en Repertorio Americano, México (Tháng 9 năm 1944)
- José de la Cruz recoge su muerte
- Un regalo, Repertorio Americano, México (Tháng 7 năm 1948)
- Valle Alto, Brecha (Tháng 12 năm 1958)

## Đánh giá
Her most renowned novel is La Ruta de su Evasión (1948). Oreamuno draws on narrative techniques that were uncommon in other Costa Rican writers. It is believed that authors like Thomas Mann and Marcel Proust influenced her literary creation. Costa Rican critic Abelardo Bonilla wrote that "In this as in all works of Yolanda Oreamuno there is boldness of conception and form, but there is a lack of internal unity".